# Albrecht von Heinemann
Albrecht Friedrich Alexander von Heinemann (* 30. Dezember 1903 in Spandau bei Berlin; † 27. August 1962 in Weimar) war ein deutscher Schriftsteller, Buchhändler und Journalist.

## Herkunft
Albrecht von Heinemann war ein Nachfahre in vierter Generation des 1781 geadelten braunschweigischen Oberstleutnants Ernst Christoph Heinemann (1734–1785). Sein Großvater Alexander von Heinemann (1813–1884) war ein preußischer Generalmajor. Der Luftwaffenoffizier Lothar von Heinemann (1905–1997) war ein Cousin zweiten Grades.

## Schaffen
Heinemann lebte ab 1934 in Weimar und wurde Feuilletonredakteur der Thüringer Gauzeitung. Im Jahre 1935/36 erfolgte für vier Monate seine Internierung im KZ Bad Sulza. Ab 1942 war er Soldat. Er war Kinder- und Jugendbuchautor.
Im Vorwort zu einer Biographie zu Friedrich Justin Bertuch aus dem Jahre 2001 wird sein 1955 erschienenes Buch über Bertuch wie folgt kommentiert: „Der Weimarer Schriftsteller Albrecht von Heinemann veröffentlichte im Verlag Hermann Böhlaus Nachfolger im Jahre 1955 nach Studium einer schon damals umfangreichen älteren Literatur ein noch heute lesenswertes Buch über den "Kaufmann der Goethezeit" Bertuch.“

## Werke (Auswahl)
- Der Page, Gedichte, 1928.
- Empfindsames Wandern in Weimar. Buntes Bilderbuch, 1932.
- Hans Severus Ziegler, 1933.
- Ernst von Wildenbruch, Die Rabensteinerin – Einführung, 1935.
- Steine sprechen. Illustrationen von Hans Wiegandt. Weimar 1954. Die Volksschatztruhe.
- Der Schatzgräber von Ehringsdorf. Illustrationen von Hans Wiegandt. Weimar 1955. Die Volksschatztruhe.
- Ein Kaufmann der Goethezeit. F.J.J. Bertuchs Leben und Werk, 1955.
- Friedrich Johann Justin Bertuch. Ein Weimarischer Buchhändler der Goethezeit, 1955.
- Schüsse am Inn. Leben und Sterben des Buchhändlers Johann Philipp Palm. Illustrationen von Hans Wiegandt. Weimar 1955.
- Wartburgfeuer. Eine Erzählung vom Heldentum deutscher Studenten. Illustrationen von Hans Wiegandt. Weimar 1956. Die Volksschatztruhe.
- Der goldene Käfig, Novelle, 1957.
- Unbändiges Herz, Weimarer Novellen, 1958.
- Frühlicht der Freundschaft. Eine Schillernovelle, 1959.
- Melodie in Moll. Der Ring. Zwei Novellen um Goethe, 1960.
- Weimarer Novellen, 1961.
- Wälder, Wiesen, weiße Kittel. Bad Berka und seine Heilstätten, 1963.
- Zus. mit Walter Iwan und Walther Scheidig: Weimar; ein Führer durch die Stadt der Klassik. Weimar 1957.